# Station Aumont-Aubrac
Station Aumont-Aubrac is een spoorwegstation in de gemeente Peyre en Aubrac in het Franse department Lozère.